# Station Durtol - Nohanent
Station Durtol - Nohanent is een spoorwegstation in de Franse gemeente Durtol.